# آمباتو (آمبوهیدراتریمو)
آمباتو (به لاتین: Ambato) یک منطقهٔ مسکونی در ماداگاسکار است که در آنالامانگا واقع شده‌است. آمباتو ۱۰٬۶۴۲ نفر جمعیت دارد.